# Buchty (ciasto)

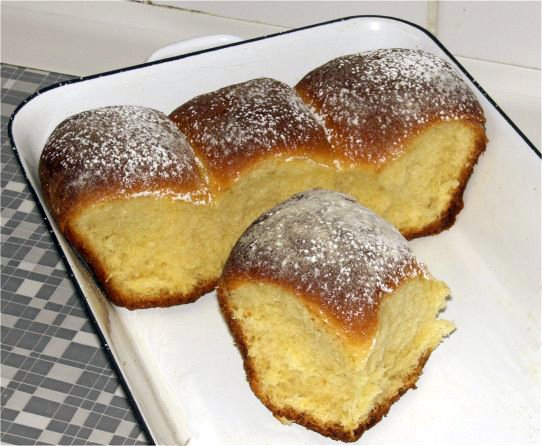
Buchty

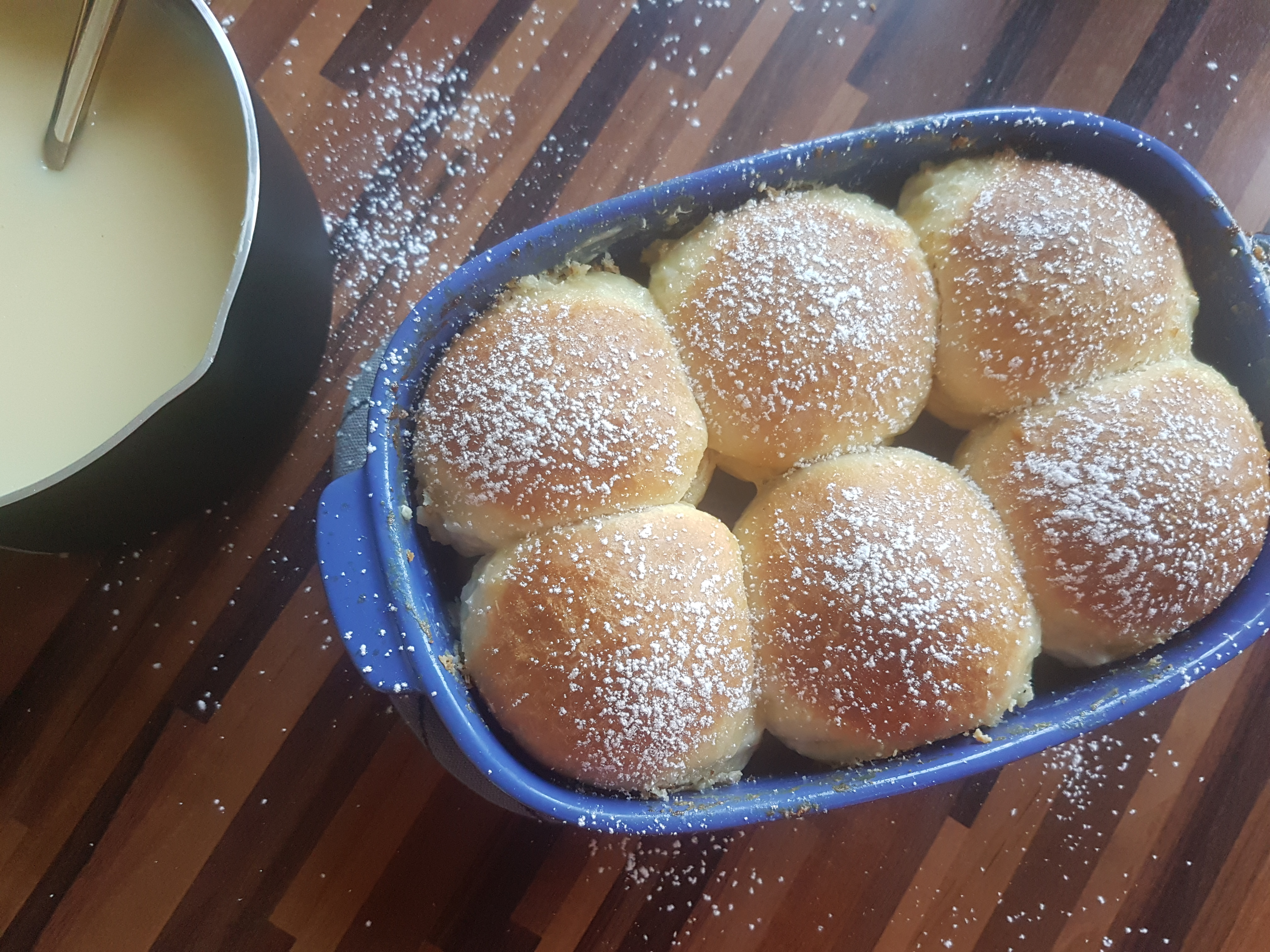
Buchty domowej roboty z sosem waniliowym

Buchty (buchciki, buchciczki) – słodki wyrób piekarniczy, połączone ze sobą bokami bułeczki wypiekane z ciasta drożdżowego, najczęściej z nadzieniem (marmoladą lub z dżemem). Bywają również wypiekane bez nadzienia, wówczas podaje się je z dżemem, miodem lub masłem do smarowania. Bucht nie lukruje się, nieraz natomiast posypywane są przed podaniem cukrem pudrem.

## Sposób wypieku
Buchty wypiekane są w piecu, piekarniku lub prodiżu, jako leżące obok siebie kulki z ciasta drożdżowego, które – rosnąc w procesie pieczenia – łączą się, tworząc spójną, aczkolwiek podzieloną na buchty masę. Gotowe ciasto łatwo rozrywa się dłońmi na buchty.
Przepisy na buchty są różnorodne, łączy je obecność wśród składników mąki białej, drożdży, mleka, masła oraz jaj. 
Odmianą bucht są brytfanioki sporządzane z żarnówki, czyli z mąki z otrębami.